# Campaña de Margarita
La campaña de Margarita fue una expedición militar de la historia de Venezuela ocurrida en el año 1817. Los realistas intervinieron para someter la insurgencia en la isla homónima.

## Antecedentes
El 4 de mayo de 1810, la isla Margarita reconocía la legitimidad de la Junta Suprema de Caracas. Dos años después estallaban alzamientos de esclavos (también en Cumaná) y se iniciaban las matanzas de mantuanos en nombre del rey, lo que fue decisivo para la caída de la Primera República de Venezuela.
Después, Domingo de Monteverde (1773-1832) nombró gobernador a Pascual Martínez. Éste hizo encarcelar a numerosos líderes revolucionarios, incluido Juan Bautista Arismendi (1775-1841), a comienzos de 1813. Sus medidas eran una abierta violación de los acuerdos firmados en la Capitulación de San Mateo del 25 de julio de 1812, provocando el odio de la mayoría de la población contra los realistas. Como cárcel se usó el calabozo del castillo San Carlos de Borromeo.
El 12 de junio de 1813, José Rafael de Guevara (1771-1847) encabezaba una revuelta que forzaba a Martínez a capitular. El realista fue encerrado en el calabozo y Arismendi fue aclamado gobernador. El 3 de agosto, Arismendi ayudaba a Santiago Mariño (1788-1854) a tomar Cumaná y lideraba, aplicando el decreto de Guerra a muerte, las brutales ejecuciones de peninsulares y canarios en La Guaira y Caracas de febrero de 1814. Durante ese último año, por su condición insular, Margarita fue un refugio de los revolucionarios vencidos que escapaban de las matanzas de los llaneros de José Tomás Boves (1782-1814). Mientras Arismendi volvía a la isla, su reemplazo, Manuel Piar (1774-1817), salió a Cumaná con un pequeño ejército y rápidamente fue vencido por Boves en El Salado, el 16 de octubre. Tras eso, Piar se refugió en la Guayana. 
Arismendi estaba con 400 soldados cuando la Expedición Pacificadora de Pablo Morillo (1775-1837) desembarcó en Pampatar el 9 de abril de 1815. Poco antes, el gobernador José Francisco Bermúdez (1782-1831) y 300 hombres, principalmente oficiales, huyeron a Cartagena de Indias. El 11 de abril La Asunción era ocupada. Arismendi se rindió sin luchar y suplico de rodillas ante Morillo. El general español, convencido de su arrepentimiento, le perdonó y hasta cenó con él, desoyendo los consejos de Francisco Tomás Morales (1781-1845), sucesor de Boves, quien le dijo que debía ser severo con oficiales y tropa, especialmente con Arismendi, conocido por su papel en las matanzas del año anterior. El 25 de abril Morillo zarpa a Cumaná para iniciar el Asedio español de Cartagena de Indias (1815). Simón Bolívar (1783-1830) preparaba en Haití la Expedición de los Cayos y necesitaba una base segura. El coronel Arismendi decide recuperar la isla para los independentistas, traicionando su pacto con Morillo. Furioso con las autoridades Ejército realista en América porque su esposa, doña Luisa Cáceres (1799-1866), seguía en prisión en pésimas condiciones de vida.

## Rebelión

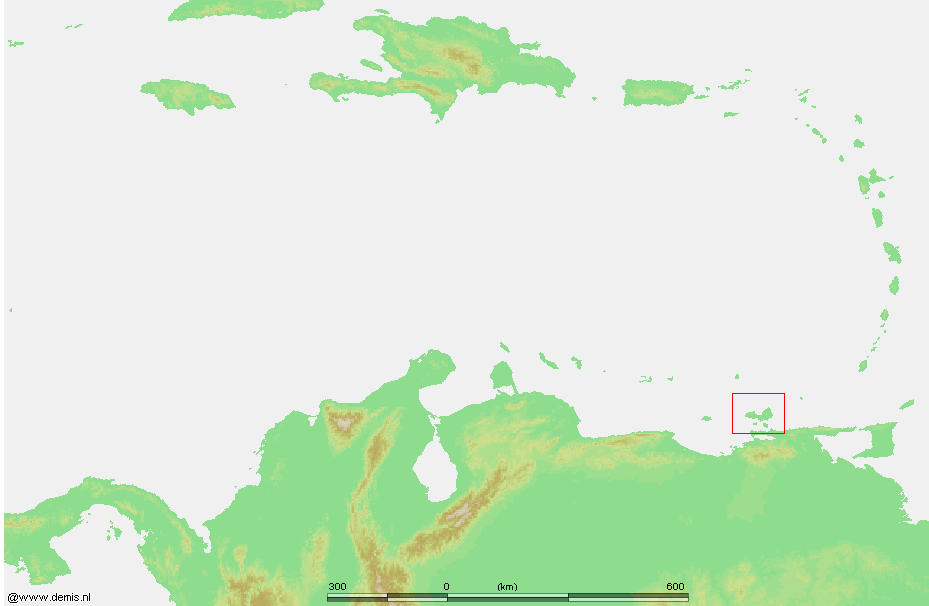
Ubicación de la isla en el Mar Caribe.

Durante noviembre de 1815, Arismendi escribió cartas a varios sujetos en la isla, llamándolos a conspirar. Acordaron juntarse en el pueblo de Los Martínez el día 15, pero en la noche anterior Urreiztieta se enteró y los atacó, muriendo muchos conspiradores. Arismendi se refugió en los bosques del valle de San Juan con 30 hombres con tres fusiles y ciento veinte cartuchos. El 16 de noviembre tomó en asalto Juan Griego, despedazando con machetes a los defensores. En el proceso, el populacho local le ayudó a masacrar a los 200 defensores, sólo 3 o 4 lograron escapar. Arismendi se hizo con 80 fusiles y numeroso armamento. El mismo día en la tarde, los rebeldes convocaron 1.500 hombres, la mayoría armados con machetes y azadones, y rechazaron el ataque de Urreiztieta. Otros dos ataques fueron rechazados en el amanecer del 17 de noviembre en el pueblo de Villa del Norte y empujaron a los realistas al castillo Santa Rosa y las fortificaciones de Pampatar. Llegaron órdenes al gobernador de tratar con toda dureza a los rebeldes y en efecto, Urreiztieta hizo saquear las aldeas de San Juan y Norte.
El jefe patriota le ofreció el 27 y 28 de noviembre al gobernador realista capitular y evacuar pacíficamente la isla, pero éste se negó. El 5 de diciembre Arismendi es rechazado en La Línea, a la entrada de La Asunción, capital provincial. Las tropas realistas sorprendieron a los asaltantes patriotas y les dispersan. El día 14 los realistas deben retroceder a Pampatar y el fuerte de Santa Rosa queda con una guarnición al mando del oficial Francisco Maya. En el amanecer siguiente, un asalto patriota fue rechazado y el 16 son destrozados, a modo de intimidación, siete prisioneros por los defensores. En respuesta, son ejecutados 13 oficiales y 178 soldados que estaban en Norte. Urreiztieta ofreció 25.000 pesos por la cabeza de Arismendi y el 17 recibió 250 infantes y 100 dragones de refuerzo, haciendo una incursión contra el caserío de Espíritu Santo, el que quemó.
El 3 de enero de 1816, el gobernador salió de Pampatar con 400 tropas y al día siguiente consiguió romper las líneas de asedio alrededor de Santa Rosa, llevándole a los defensores víveres. En el combate gran parte del pueblo cercano fue quemado. El 12 de enero desembarcaron 600 refuerzos realistas al mando del brigadier Juan Bautista Pardo y el coronel Salvador Gorrín. Entre tanto, Urreiztieta estaba atrapado en Santa Rosa. Los refuerzos debieron marchar a liberarlo. El gobernador logró salir por el valle de San Juan, quemando el pueblo homónimo pero viéndose forzado a volver al fortín. El 25 Urreiztieta era herido en combate. Cuatro días después los realistas amenazaron a Arismendi con ejecutar a su esposa y su hijo recién nacido si no se entrega, lo que sólo hizo aumentar la brutalidad del conflicto.
El coronel Juan Aldama reemplazo al gobernador y a mediados de febrero Pardo volvía a Pampatar para recibir 250 refuerzos y 200.000 raciones. En esos momentos escribió al capitán general, brigadier Salvador de Moxó y Quadrado Morato y Naranjo (c.1777-después de 1817), para solicitarle más refuerzos o tendría que evacuar la isla, pues su situación era insostenible. El 9 de marzo los rebeldes intentaron asaltar Pampatar sin éxito. Al día siguiente, dos columnas monárquicas salieron de Pampatar y de Porlamar para saquear el valle de la Margarita sin encontrar resistencia. Un nuevo asalto contra Santa Rosa el día 15 también fue rechazado. Para ese entonces, los realistas escribían cartas a Morillo solicitando el envío de refuerzos a Venezuela. Los sucesos de Margarita llevaron a Morillo a ser mucho más duro en su represión a los criollos debido a que estos ejecutaron en la isla la guerra a Muerte, negándose a dar más indultos.

## Expediciones de Los Cayos

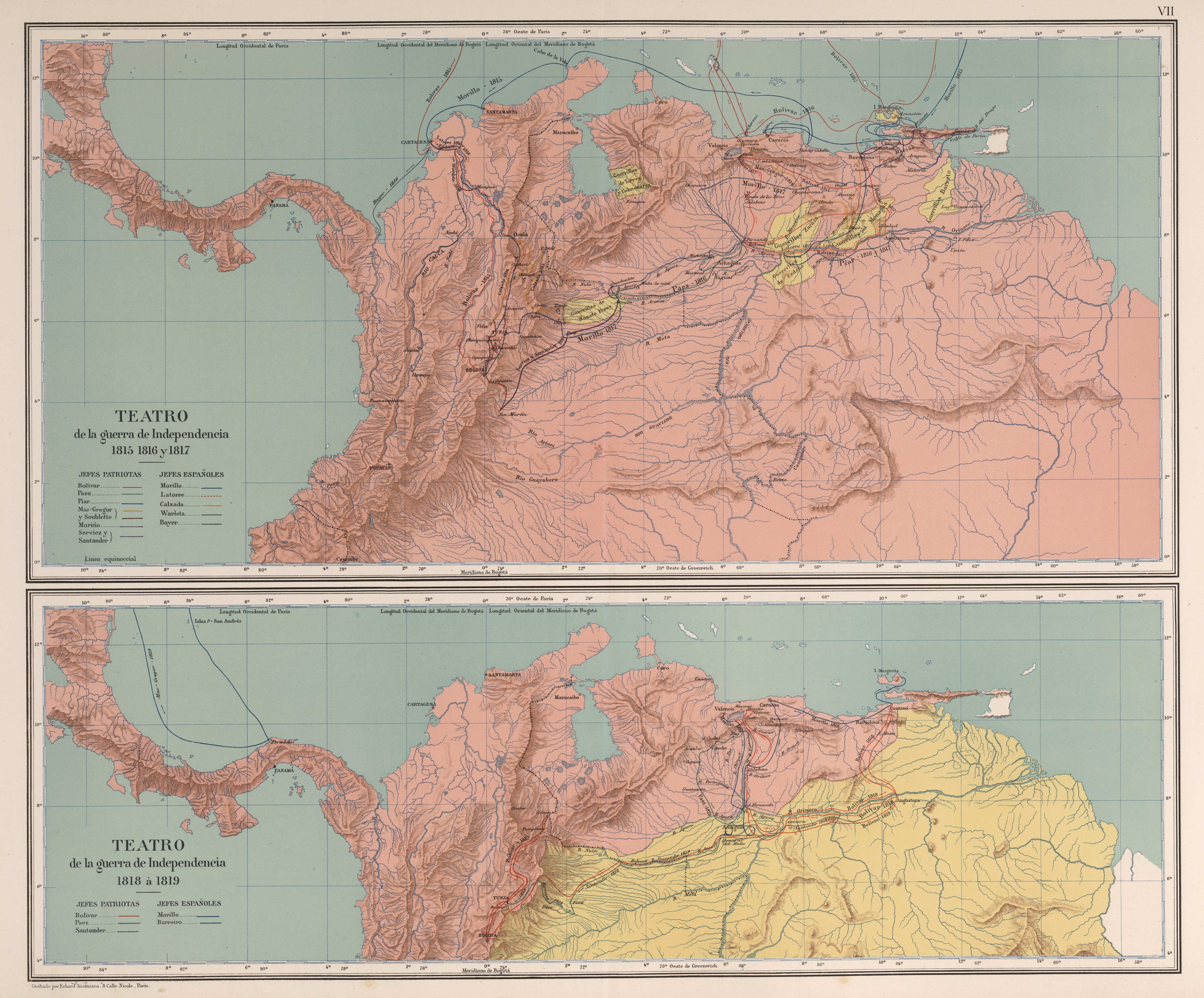
Mapa de las operaciones militares de 1815 a 1819.

Entre tanto, Bolívar estaba preparando una fuerza expedicionaria gracias a la ayuda haitiana de Alexandre Pétion (1770-1818), dictador del Estado de Haití. El 31 de marzo de 1816 zarpaba de Puerto Príncipe y el 3 de mayo llegaba a Margarita. Cuatro días después se entrevistaba con Arismendi, pero en lugar de encargarse de conquistar toda la isla, Bolívar prefiere seguir al continente. Sin embargo, las noticias de la expedición provocaron pavor entre los realistas, que abandonaron Santa Rosa (el fuerte sería demolido por Arismendi) hacia Pampatar. El día 13 Bolívar le ofrece garantías de seguridad a Pardo si entregaba Pampatar, pero éste se niega. El 1 de junio Bolívar sale a Carúpano. 
Más preocupados por las acciones patriotas en otros frentes, los realistas fueron incapaces de impedir la caída de Pampatar el 3 de noviembre, debiendo evacuar las demás posiciones que les quedaban en la isla. El 20 de diciembre Arismendi ocupaba con 400 soldados Barcelona. Ocho días después Bolívar volvía a Juan Griego y el 31 desembarcaba en Barcelona, marcando una nueva etapa de la guerra. Por esas mismas fechas, Morillo vuelve con más 3.500 españoles desde Nueva Granada.

## Campaña

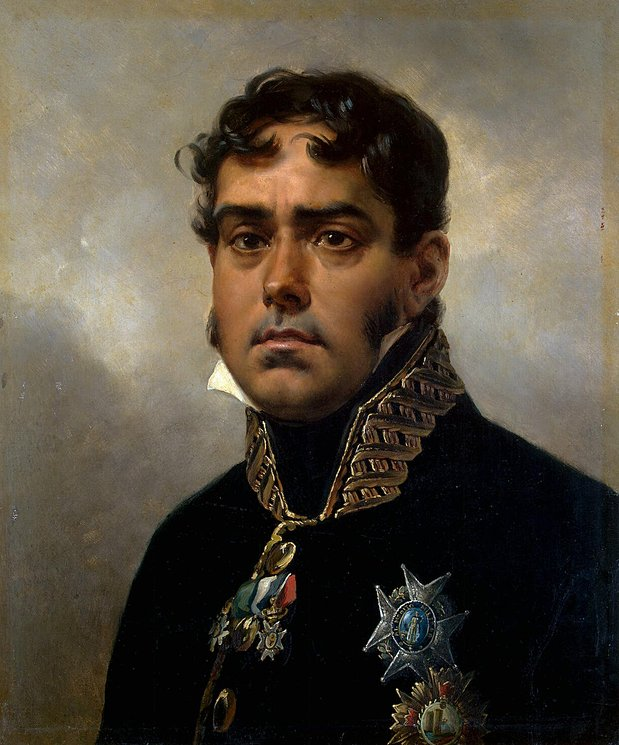
Pablo Morillo, comandante español.

A mediados de 1817 el segundo de Morillo, brigadier Miguel de la Torre (1786-1843), estaba siendo asediado en Angostura por Bolívar. Entendiendo que los rebeldes estaban ocupados en aquel frente y que debía cortar la ruta por donde ingresaban sus armas, Morillo decidió invadir Margarita. Después que el general José de Canterac (1787-1835) expulsara a Mariño de Cariaco, el 10 de junio, Morillo empezó a concentrar una poderosa fuerza de 3.000 soldados y 22 buques para invadir la isla. La flota estaría al mando del almirante José María Chacón y Sánchez de Soto (1747-1833). 
Zarparon el 14 de julio, iniciando el desembarque el día 22, aunque encontraron una fuerte resistencia del coronel José Joaquín Maneiro Meneses, jefe de Estado Mayor del general Gómez. Se dan combates el 23 y 26 en Porlamar y Pampatar respectivamente, viéndose obligados los patriotas a atrincherarse en La Asunción y especialmente Puerto Griego. El día 30, el jefe español decide asaltar el Cerro Matasiete para ingresar en La Asunción. En la batalla que sucedió al día siguiente, se encontró con sólidas posiciones de fosos, almenas, trincheras y un reducto apoyados en la ladera y el río cercano, también una pequeña fortificación de artillería apodada La Libertad en pleno precipicio. El comandante patriota, general Francisco Esteban Gómez (1783-1853), casi murió ese día pero tras horas de batalla y bajo fuego de todas partes, los defensores resistieron. Esa misma jornada Morillo había mandado a su flota a bombardear Juan Griego, Manzanillo, Paraguachí y Constanza. En la madrugada los monárquicos se retiran a Pampatar, sufriendo una emboscada en laguna de Gasparico en que pierden novecientos hombres.
Los realistas sufren una nueva derrota en Los Robles el 3 de agosto, lo que obliga a Morillo a retirarse el 4 a Pampatar otra vez. Dos días después, Morillo es vencido cuando intenta ocupar el pueblo de San Juan. Finalmente, el 8 de agosto, el asalto contra Juan Griego termina con la toma de la villa, aunque a costa de grandes pérdidas. Por aquel entonces, las fuerzas españolas estaban diezmadas y desmoralizadas y empezaban a llegar noticias que Bolívar se había hecho con el control de la provincia de Guayana. Entendiendo que sus veteranos serían mucho más necesarios en otros frentes, puesto que ahora Bolívar podía atacar desde el Oriente, Morillo decide iniciar el reembarque el 17 de agosto. Margarita pasaba a manos patriotas definitivamente.

## Consecuencias
La isla pasaría el resto de la guerra como una de las principales bases militares patriotas, desde donde llegarían al continente armas y mercenarios. El 20 de agosto los españoles vuelven a Caracas. Bolívar y Morillo acabarían por enfrentarse en la Campaña del Centro.